# Befimmo
Befimmo is een Belgisch vastgoedbedrijf met het statuut van Gespecialiseerde vastgoedbeleggingsfonds (GVBF). Zij bezit, beheert en ontwikkelt kantoorgebouwen in België en Luxemburg. Sinds 2022 is het een onderdeel van het Canadese investeringsfonds Brookfield.

## Geschiedenis
Op 30 augustus 1995 werd een naamloze vennootschap opgericht onder de naam Woluwe Garden D, een dochteronderneming van de groep Bernheim-Comofi, de vastgoedpoot van de Groupe Bruxelles Lambert van Albert Frère. Het maatschappelijk doel was meer bepaald de aankoop en verhuur van gebouwen. Oorspronkelijk legde ze zich vooral toe op het beheer van een gebouw, ook Woluwe Garden D genoemd in Zaventem (Sint-Stevens-Woluwe).
Vervolgens besliste de groep Bernheim-Comofi om de vastgoedportefeuille van haar dochteronderneming uit te breiden. Deze kreeg later de naam Befimmo en werd omgevormd tot een commanditaire vennootschap op aandelen. Op 29 november 1995 werd Befimmo erkend door de Commissie voor het Bank-, Financie- en Assurantiewezen: de eerste Belgische vastgoedbeleggingsvennootschap met vast kapitaal (vastgoedbevak) trok naar de beurs. Ze was genoteerd op Euronext Brussels en was tot maart 2016 opgenomen in de BEL 20.
Befimmo focuste op de lucratieve kantoormarkt. In 2006 verwierf zij 90% van de aandelen van Fedimmo. De portefeuille van deze vennootschap omvat dan 62 kantoorgebouwen, die aan de Regie der Gebouwen (Belgische Staat) verhuurd zijn. Ze huisvesten Federale Overheidsdiensten, voornamelijk Financiën en Justitie.
Door de toename van spelers op de Brusselse kantoormarkt koos Befimmo de volgende jaren voor diversifiëring en internationalisering.
In 2012 werd Befimmo een naamloze vennootschap en eind 2014 kreeg ze het statuut van openbare gereglementeerde vastgoedvennootschap (GVV).
Begin 2023 verlaat Befimmo de beurs en wordt ze een Gespecialiseerd Vastgoedinvesteringsfonds (GVBF).